# Chrysotus longipalpus
Chrysotus longipalpus är en tvåvingeart som beskrevs av Aldrich 1896. Chrysotus longipalpus ingår i släktet Chrysotus och familjen styltflugor. Inga underarter finns listade i Catalogue of Life.